# کامنیتسا (کرایوو)
کامنیتسا (به صربی: Kamenica) یک منطقهٔ مسکونی در صربستان است که در کرالیفو واقع شده‌است.